# ديفيد كوكي (ضابط)
ديفيد كوكي (بالإنجليزية: David Cooke)‏ هو ضابط بريطاني، ولد في 15 أغسطس 1955 في فاليتا في مالطا، وتوفي في 1 ديسمبر 2014.